# Измайловский бульвар (Москва)
Изма́йловский бульва́р — бульвар в Восточном административном округе города Москвы. Проходит в направлении с запада на восток от 3-й до 16-й Парковых улиц. Между 15-й и 16-й Парковой улицами является бульваром только по имени, так как парковой зоны в середине не содержит и состоит из одного проезда.
Пересекает Парковые улицы: 5-ю, 7-ю, 9-ю, 10-ю, 11-ю и 13-ю. Три улицы: 4-я, 6-я и (по нумерации домов, реально проезда в этом месте нет) также 8-я Парковые отходят от него в южном направлении.
Нумерация домов ведётся от 3-й Парковой улицы, как и на всех улицах Измайлова, идущих в широтном направлении.
На бульваре расположена круглогодичная выставка фотографий под открытым небом «Вернисаж на бульваре», информационные стенды района Восточное Измайлово, клумбы и декоративные вазы для цветов.

## Происхождение названия
Назван в 1949 году по историческому району Измайлово.

## История
Бульвар образован при застройке в 1940—1950-х района Измайлово. Выделяются районы застройки 1940—1950-х (здания постепенно сносятся), малоэтажные здания 1960—1970-х, панельные многоэтажки, выстроенные ДСК и МЖК в 1980-е и несколько жилых домов и деловых зданий последнего времени, выстроенных по индивидуальным проектам.

## Примечательные здания
- № 38 — жилой дом (начало 1950-х годов), построен по типовому проекту[1]
- № 39/41 — Театр мимики и жеста
- № 60/10 — Московский театр теней и магазин «Супермаркет» (ранее магазин «Ням-ням»)
- № 62 — школа № 273
- № 66 — в советские времена Сберкасса, потом отделение сбербанка «Восточное Измайлово».

## Транспорт
За несколько кварталов к югу от начала бульвара находится станция метро  Измайловская, в середине —  Первомайская. По бульвару в обе стороны проходят автобусные маршруты т51 (на участке от 3-й до 15-й Парковой), 34 (от 13-й до 15-й Парковой), 257 (от 7-й до 9-й Парковой), 634 (от 3-й до 15-й Парковой), 645 (в обе стороны на участке от 9-й до 15-й Парковой).